# سیارک ۱۵۹۰۶
سیارک ۱۵۹۰۶ (به انگلیسی: 15906 Yoshikaneda، نامگذاری:1997SX21)۱۵۹۰۶مین سیارک کشف شده‌است که در ۳۰ سپتامبر ۱۹۹۷ کشف شد.